# Fluidesign
Fluidesign este un producător canadian de bărci de vâslit de competiție, cunoscut pentru designurile sale inovatoare și construcția integrală din fibre de carbon.

## Istorie
Fluidesign a început ca un proiect în cadrul companiei Diamond Aircraft Industries, care experimenta cu diverse produse înainte de a se concentra pe bărcile de vâslit. Gord Henry, un olimpian, a jucat un rol crucial în dezvoltarea primei bărci de competiție a companiei. Compania a fost oficial înființată în 1999, adoptând construcția din compozit de fibră de carbon și designuri aerodinamice pentru îmbunătățirea performanței.  

## Astăzi
Operând din London, Ontario, Fluidesign este angajată în meșteșugărit și calitate. Se specializează în designuri inovatoare, cum ar fi suportul de vâslă montat în față, o caracteristică testată și rafinată în colaborare cu Universitatea din Michigan, conducând la o viteză îmbunătățită și o reducere a rezistenței. 

## Produse
Bărcile Fluidesign sunt remarcabile pentru că nu includ un miez între straturile de carbon, folosind fibre special țesute pentru rigiditate și durabilitate. Filosofia de design a companiei pune accent pe viteză, ușurință și rezistență, făcând bărcile lor populare în vâslitul competițional. 

## Endorsmente
Bărcile Fluidesign au fost endosate de mai mulți olimpieni și vâslași competiționali pentru viteza, durabilitatea și designul inovator al acestora, contribuind semnificativ la peisajul competițional al sportului 

## Parteneriate
Parteneriatul companiei cu EXR, o aplicație virtuală de vâslit în interior, demonstrează angajamentul său față de inovație, permițând vâslașilor să experimenteze bărcile Fluidesign în medii virtuale. 

## Linkuri Externe
- Site oficial

1. ↑  „History of Fluidesign”. Accesat în 26 decembrie 2023.
2. ↑  „Fluidesign Inc. - Overview”. Accesat în 26 decembrie 2023.
3. ↑  „Interview with Fluidesign CEO Sam Roberts”. Accesat în 26 decembrie 2023.
4. ↑  „Fluidesign's Innovative Boat Design”. Accesat în 26 decembrie 2023.
5. ↑  „Testimonials from Athletes”. Accesat în 26 decembrie 2023.
6. ↑  „Fluidesign and EXR Partnership”. Accesat în 26 decembrie 2023.[nefuncțională – arhivă]